# Tricholeiopus vittipennis
Tricholeiopus vittipennis là một loài bọ cánh cứng trong họ Cerambycidae.